# PAE Veria
PAE Veria (Grieks: Π.Α.Ε. Βέροια) is een Griekse voetbalclub uit Veria die speelt in de Alpha Ethniki, de Griekse hoogste divisie. De club werd in 1960 opgericht na een fusie tussen twee plaatselijke teams (Ermis GS en Vermio) tot GAS Veria. In 1995 werd de huidige naam aangenomen. De club speelde vooral in de Beta Ethniki, de Griekse tweede klasse. In 2007 promoveerde de club naar de hoogste klasse, maar degradeerde na één seizoen. In 2012 werd andermaal promotie veiliggesteld.

## Bekende (ex-)spelers
- Jeffrey Sarpong
- Michael Olaitan
- Emmanuel Olisadebe
- Stefano Seedorf